# Оболенский-Белый, Глеб Васильевич
Глеб Васильевич Оболенский-Белый — князь, голова и воевода во времена правления Ивана Васильевича Грозного.
Сын князя Василия Константиновича Оболенского (по прозвищу Белый) родоначальника ветви Оболенских-Белых.

## Биография
Числился в дворовых по Новгороду, Дельского погоста, 3-й статьи (1550). Пожалован московским дворянином (1550). Упоминается в списке московских детей боярских (1554).
В ходе Ливонской войны, князь Глеб Васильевич участвовал в походе на Ливонию головою Сторожевого полка, боярина Михаила Яковлевича Морозова,  потом под Фелином в Передовом полку князя Петра Ивановича Горенского (1559).
Отряжённый князем Катыревым из Юрьева, воевал ливонцев в 10 верстах от Феллина и участвовал в осаде Феллина (1560). Воевода Сторожевого полка при Литовском походе (февраль 1563). При осаде Полоцка, во время которой отразил нападение литовского отряда, посланного на выручку войскам Великого княжества Литовского оборонявшим город (1563).
Второй воевода в Полоцком остроге, а затем 2-й воевода в Юрьеве (1571).
Годовал в Полоцке 4-м воеводой (1572).